# Варна (Илиноис)
Варна (енгл. Varna) град је у америчкој савезној држави Илиноис.

## Демографија
По попису из 2010. године број становника је 384, што је 52 (-11,9%) становника мање него 2000. године.
| Група             | 2000.       | 2010.       |
| Белци             | 428 (98,2%) | 366 (95,3%) |
| Афроамериканци    | 1 (0,2%)    | 2 (0,5%)    |
| Азијати           | 0 (0,0%)    | 6 (1,6%)    |
| Хиспаноамериканци | 4 (0,9%)    | 7 (1,8%)    |
| Укупно            | 436         | 384         |